# 內藤有海
內藤有海（日语：内藤 有海，1992年8月8日—），日本女性配音員。出身於北海道。

## 簡介
賢Production所屬，Human綜合學院畢業。

### 來歷
曾獲賢Production全國聲優試鏡獎。國中時期開始就是朴璐美的聲迷，因此將對她的憧憬作為將來當上聲優的目標。
加入賢Production之後，在與同事務所同行組成的聲優組合『VvoxX』中擔任明朗元氣少女的角色。

### 人物
興趣、特長：唱歌、跳舞、畫肖像畫、模仿、說雙關語。喜歡的食物是馬鈴薯奶油。
尊敬和目標是像名山寺宏一的人。

## 演出作品
※粗體字表示說明飾演的主要角色。

### 電視動畫
2012年
- 加速世界（女孩子B）
- 銀魂'（長谷川泰三〈幼少時期〉）
- 魯邦三世 -名為峰不二子的女人-（女孩子[4]）

2013年
- 黑色嘉年華（護士、小孩）
- 義風堂堂!! 兼續和慶次（少年）
- 八犬傳 -東方八犬異聞-（紅髮女性、學生）

2014年
- Oreca Battle（日语：モンスター烈伝 オレカバトル）（→青魔導、→→[5]、小孩）
- 鋼彈創戰者（2014～2016，佐野惠子[5]）2系列
- Pac World（日语：パックワールド）（女學生、學生）
- 法蘭雀絲卡（市村鐵之助[5][6]）

2015年
- 潮與虎（小學生）
- 雙槍激鬥（女學生）
- 鲁邦三世 (2015年系列)（少年／克羅埃）
- The Rolling☆Girls（理香子[7]、售貨員、少年）
- 一拳超人（母親、屁股下巴的男孩、少年、無限昆布）

2016年
- 只有我不存在的城市（男孩子A）
- 偶像學園STARS！（野野宮咲、女子、工作人員、客人、1年級學生 等）
- Yuri!!! on ICE（西郡豪〈7歲〉、Yuri Angels）

2017年
- ACCA13區監察課（卡爾曼[8]）
- SUPER LOVERS 2（斯波夏生〈幼少時期〉）
- 多美卡超級救援DRIVE HEAD機動救急警察（梓、安齊映子）
- 巴哈姆特之怒 VIRGIN SOULS（惡魔小孩）
- 魔法使的新娘（2017～2018，艾瑞爾、村裡的小孩、龍的小孩〈品種〉、妖精 等）
- 100%帕斯卡老師（桃太郎帕斯卡）

2018年
- 皇帝聖印戰記（小孩）
- 溫泉屋小女將（美智子）
- MEGALO BOX（2018～2021，Oicho[9]）2系列
- 妖怪手錶 影之章（男子A）
- 新幹線變形機器人新卡利昂 THE ANIMATION（清洲龍司〈幼年時期〉）
- 閃電十一人 戰神的天秤（田植郁人）
- 蒼天之拳 REGENESIS（霞拳志郎〈幼少時期〉）

2019年
- 不吉波普不笑（橋坂真[10]）

2020年
- 大欺詐師（羅利）

2021年
- 再見了，我的克拉默（平賀美玲）
- 憂國的莫里亞蒂（山姆·懷特利）
- 漂流少年（明星[11]）

### OVA
2016年
- 魔法使的新娘 等待繁星之人（2016～2017，羽島大輝）[注 1]

### 電影動畫
2016年
- 劇場版 Aikatsu！偶像活動！ ～被盯上的魔法偶像活動卡～（工作人員）

2017年
- 春宵苦短，少女前進吧！（女學生）
- 想要傳達你的聲音（日语：きみの声をとどけたい）

2018年
- 劇場版 多美卡超級救援DRIVE HEAD ～機動救急警察～（安齊映子[12]）
- 劇場版 溫泉屋小女將

### 網路動畫
2012年
- ～3姊妹的場合～（三女·）

2016年
- BROTHERHOOD FINAL FANTASY XV（學生）

### 遊戲
2011年
- 閃電十一人GO
- 全民高爾夫6[注 2]

2012年
- 全民高爾夫6[注 3]
- 倭人異聞錄 ～晨曦時，夢見兮～（日语：あさき、ゆめみし）（龍生）

2013年
- 紙箱戰機W 超改造
- 雷光歸来 最终幻想XIII
- 雷頓教授與超文明A的遺產

2015年
- Aikatsu！偶像活動！ My No.1 Stage！（瀨戶）

2016年
- 逆轉奧賽羅尼亞（恩德嘉）
- 名偵探皮卡丘 ～新搭檔誕生～

2018年
- 名偵探皮卡丘
- 天華百劍 -斬-（鐵炮切兼光）

2019年
- DAYS GONE（莉莎）
- 絕命患者（蘇珊·丹尼爾斯）

### 廣播劇CD
- 魔術士歐菲 異端之旅 解放者的戰場
- （黑川）
- （女子）
- 青火花詩（冰川香菜）
- 水戶黃門 第2卷（貫太）

### 外語配音
※作品依英文名稱及英文原名排序。

#### 電影
- 美國製造（茱蒂）
- 科洛弗悖論（艾薩克）
- 年少輕狂（英语：Dazed and Confused (film)）（茱莉）
- 惡棍英雄：死侍
- 怪獸與牠們的產地（有痣的少年）
- 親愛的初戀（克萊兒）
- 火星世代（英语：The Mars Generation (film)）（維多利亞）
- 火星救援（記者3）
- 小鎮迷蹤（英语：Meadowland (film)）（瑪肯西〈朱諾·譚波兒 飾演〉）
- Mind Born（約書敏）
- 殭屍教戰守則（蔻依）
- 水底情深（提米）

#### 電視影集
- 碳變（瑞吉）
- 黑閃電（琪夏）
- 靈書妙探 (第6季)（米蘭達）
- 犯罪心理 (第13季)（李蘭）
- CSI犯罪現場：網路犯罪 (第2季)（雅各）
- 墮落街傳奇（英语：The Deuce (TV series)）（巴尼斯）
- 23號公寓的壞女孩 (第2季)（托瑞）
- 歡樂再滿屋 (第3季)（英语：Fuller House (TV series)）（希安娜）
- 布朗克斯：街頭少年音樂夢（英语：The Get Down）（安潔拉·克魯茲〈莎瑪·薩利納斯 飾演〉）
- 變種天賦（克拉麗斯·方／閃爍（英语：Blink (comics)）〈鄭智麟 主演〉）
- 奇異果女孩（提米、波尼）
- 我是殭屍 (第3季)（沃瑞）
- 馬塞拉（亞當）
- 心計（諾亞、馬爾文）
- 童話鎮 (第5季)（連恩）
- 假會徵信社（自行車少年）
- 浴血黑幫（艾達·謝爾比〈蘇菲·朗朵 主演〉）
- 慾海醫心 (第8季)（韋斯）
- 狙擊生死線 (第2季)（海爾加）
- 金裝律師 (第6季)（年輕時的朱利）
- 悉尼到馬克斯（英语：Sydney to the Max）（悉尼〈露絲·瑞吉 主演〉）
- 穿越時間線（英语：Timeless (TV series)）（約翰）
- 惡作劇小隊（英语：Walk the Prank）（達斯提〈布蘭登·賽佛斯 主演〉）
- 戰爭與和平（佩特亞）

#### 動畫
- 大城市綠地（雷米〈澤諾·羅賓森 配音〉）
- 惡魔城 (第1季)（年輕女性）
- 小醫師大玩偶（莎蒂）
- 彩虹小馬：坎特拉女孩3，友誼競賽（活力藍藍〈凱莉·謝里丹 配音〉）
- 彩虹小馬：坎特拉女孩4，永恆自由傳奇（月亮副校長〈第2代日語配音／塔碧莎·卓曼 配音〉）
- 瑪麗亞·凱莉 所有我想要的聖誕節是你（布雷特）
- 飛天小女警（新聞主播[13]）
- RWBY（阿斯蘭·阿爾坦、夏爾·蘇蕾〈伊薩·巴迪奧拉 配音〉）
- 小真與彩虹王國（英语：True and the Rainbow Kingdom）（葛莉絲達〈安娜・巴特藍 飾演〉）

### 電影
- 北九州市人權啟發電影「虹之羈絆」

## 腳註

## 外部連結
- 賢Production公式官網的聲優簡介 （页面存档备份，存于） （日語）
- （日語）－內藤有海的官方個人部落格。
- 內藤有海的X（前Twitter） （日語）